# Jōyō (réacteur nucléaire)
Ne doit pas être confondu avec Jōyō.
Jōyō (常陽) est un réacteur à neutrons rapides et à caloporteur sodium expérimental situé à Ōarai au Japon, exploité par l'Agence japonaise de l'énergie atomique. Le nom du réacteur provient de l'ancienne dénomination du pays d'Ibaraki.

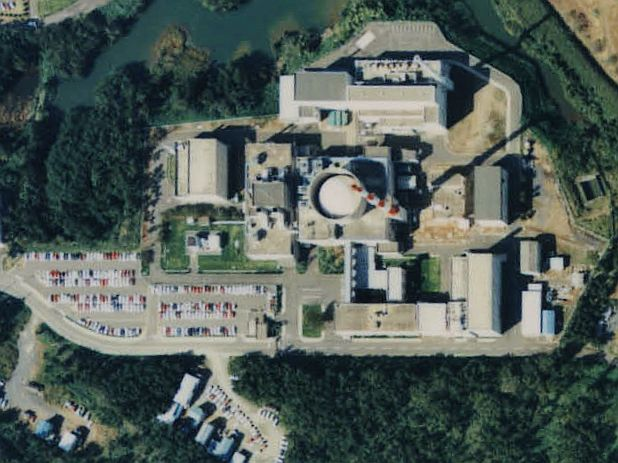
Réacteur à neutrons rapides expérimental Jōyō

Le réacteur Jōyō est construit dans le but de tester ce type de réacteur nucléaire, ainsi que d'expérimenter de nouveaux combustibles nucléaires et matériaux.
Le réacteur a subi trois différents chargements du cœur :
- MK-I  - du 24 avril 1977 au 1er janvier 1982 : la puissance thermique du réacteur est de 50 à 75 mégawatts ;
- MK-II - du 22 novembre 1982 au 12 septembre 1997 : plus de 50 000 heures de fonctionnement à une puissance de 100 mégawatts ;
- MK-III - du 2 juillet 2003 à 2007 : puissance thermique de 140 à 150 mégawatts.

Depuis un incident en 2007, le réacteur est mis à l'arrêt pour réparation. La fin des travaux de réparation était prévue pour 2014.
À la suite de la fermeture en 2016 du réacteur à neutrons rapides Monju qui devait lui succéder, la décision a été prise de continuer la recherche à Jōyō.
Le 24 mai 2023, la Commission de réglementation de l'énergie nucléaire (NRA) a approuvé un rapport provisoire sur l'évaluation de sûreté du réacteur qui conclut que les contre-mesures implémentées contre les feux de sodium ou les dommages au coeur satisfont les nouvelles règles de sûreté. Le rapport provisoire devrait être approuvé formellement après avoir recueilli les commentaires publics.